# Dương Kỳ Anh
Dương Kỳ Anh tên thật Dương Xuân Nam, (sinh 1948, mất 25 tháng 2 năm 2025) tại làng Xuyên Cẩm(nay là thôn Trần Phú) Kỳ Xuân huyện Kỳ Anh, tỉnh Hà Tĩnh; là một nhà thơ, nhà văn, nhà báo Việt Nam, cựu tổng biên tập báo Tiền Phong, Hội viên Hội nhà văn Việt Nam, Trưởng ban Tổ chức kiêm chủ tịch hội đồng giám khảo các cuộc thi Hoa hậu Việt Nam từ năm 1988 đến 2008. Ông còn là nhà thơ, nhà văn chuyên viết về các thể loại: Thơ, truyện ngắn, ký.
Ông là người có tên trong từ điển 'Danh nhân Văn hóa Thế giới' (Khu vực châu Á - Thái Bình Dương)
Dương Kỳ Anh được biết đến là người tiên phong khởi xướng, người đầu tiên đưa cuộc thi sắc đẹp danh tiếng dành cho phụ nữ đến với Việt Nam, do đó người ta thường gọi ông bằng cái tên - "cha đẻ của các cuộc thi hoa hậu Việt". Ông đã đảm nhiệm vai trò Trưởng ban Tổ chức, Trưởng ban giám khảo cuộc thi Hoa hậu Việt Nam (cuộc thi Hoa hậu đầu tiên, lâu đời nhất và quy mô nhất.
'Giải thưởng:
Giải thưởng của tạp chí Văn nghệ quân đội 1988,
Giải thưởng bài thơ hay do báo Nhân dân tuyển chọn 1988,
Giải đặc biệt giải thưởng Văn học nghệ thuật Nguyễn Du với tiểu thuyết "Xuyên Cẩm" năm 2005.
- Các tác phẩm tiêu biểu:

Và anh đợi (1987);
Dang một chuyện tình (1989);
Đi qua thời gian (1992);
Bông hoa lạ (1994);
Bài phóng sự (2000);
Miền ký ức (2001);
Bức ảnh thứ hai (2001);
Chị Huệ làng Tảo Trang (2003)
Xuyên Cẩm (2004);
Thơ Dương Kỳ Anh (2005).
Thổ địa (2006);
Cõi Ta Bà (2008)
Hoa hậu và những chuyện bên lề các cuộc thi Hoa hậu Việt Nam (1998)
Những chuyện ít được kể giữa lòng Châu Âu (2000);
Ai là người giàu nhất Việt Nam (2006);
Tiểu Sử:
Năm 1972, sau khi tốt nghiệp Đại học Tổng hợp Văn, ông gia nhập Quân đội nhân dân Việt Nam, là sỹ quan điều khiển tên lửa.
Năm 1975, ông về công tác tại báo Tiền phong cho đến nay.
Từ 1992, ông là Thường vụ, Trưởng ban tuyên giáo Đảng uỷ khối dân vận Trung ương. Là trưởng ban tổ chức, kiêm Chủ tịch Hội đồng giám khảo các cuộc thi Hoa hậu Việt Nam.
Từ 1997, ông là Thường vụ, phụ trách khối báo chí xuất bản của Trung ương Đoàn, Tổng biên tập báo Tiền Phong.
Hiện tại ông đang sinh sống và làm việc tại Hà Nội mặc dù sống ở nơi đất khách quê người nhưng ông vẫn luôn cập nhật tin tức về quê hương Kỳ Anh.
- Về Gia Đình:

-Con đầu Dương Thái Hà (được đặt tên theo tỉnh Thái Bình(quê vợ) và tỉnh Hà Tĩnh (quê ông)
Con gái thứ 2 Dương Anh Xuân(lấy tên huyện Kỳ Anh và xã Kỳ Xuân).
1. Bản mẫu:Kaigosswn

Ông qua đời vào lúc 8 giờ 30 ngày 25 tháng 2 năm 2025, hưởng thọ 77 tuổi.

## Tác phẩm
Tác phẩm chính đã xuất bản: 
- Thơ: Và anh đợi (1987); Đi qua thời gian (1992); Miền ký ức (2001); Thơ Dương Kỳ Anh (2005).
- Truyện ngắn: Dang một chuyện tình (1989); Bông hoa lạ (1994);Bài phóng sự (2000); Bức ảnh thứ hai (2001); Chị Huệ làng Tảo Trang (2003)
- Tiểu thuyết: Xuyên Cẩm (2004); Thổ địa (2006); Cõi Ta Bà (2008)
- Thể loại khác: Hoa hậu Việt Nam – Những điều chưa biết (Nhà xuất bản Hội Nhà Văn – 2007)

Dương Kỳ Anh được trao tặng nhiều giải thưởng văn học ở Trung ương và địa phương tại Việt Nam như: giải thưởng của tạp chí Văn nghệ quân đội 1988, giải thưởng bài thơ hay do báo Nhân dân tuyển chọn 1988, giải đặc biệt giải thưởng Văn học nghệ thuật Nguyễn Du cho tiểu thuyết "Xuyên Cẩm" (2005)...